# Eventagentur
Eine Eventagentur ist ein Dienstleistungsunternehmen, das im Auftrag Dritter Events bzw. Veranstaltungen organisiert.

## Aufgaben
Die meisten Eventagenturen sind auf bestimmte Branchen oder Zielgruppen spezialisiert. Dabei kann es sich zum Beispiel um Spezialagenturen für Messeauftritte, Kongresse, Firmenpräsentationen, Wohltätigkeitsveranstaltungen, Below-the-line-Veranstaltungen und Incentives, aber auch große Privatveranstaltungen wie Geburtstage oder Hochzeiten (siehe Hochzeitsplaner) handeln.
Zudem treten diverse Eventagenturen als „Event- und Marketingagentur“ auf. Diese Agenturen sind oftmals „Full-Service-Agenturen“, die sämtliche Dienstleistungen aus einer Hand bieten und nicht auf einzelne Eventsegmente spezialisiert sind. Eine Full-Service-Agentur bedient oftmals alle notwendigen Bereiche aus Eventmanagement und Marketing. So liefern Full-Service-Agenturen teilweise auch die benötigte Veranstaltungstechnik und Unterhaltungselemente (Hüpfburgen, Simulatoren usw.) oder Messesysteme bzw. Artikel für Außenwerbung, wie z. B. Faltzelte, Theken, Kundenstopper, Banner, Displays etc.
Zu den Aufgaben einer Eventagentur gehören unter anderem:
- Ideenentwicklung
- Konzeptionierung
- Locationscouting
- Teilnehmer und Gäste einladen (Einladung, Marketing, Begrüßung)
- Ressourcenplanung (Material, Mitarbeiter, Helfer)
- Künstlerbooking (z. B. Walkinacts, Videokünstler) uvm.
- Zeitplanung
- Technische und gestalterische Planung und Umsetzungskompetenz/Umsetzungskontrolle
- Projektmanagement
- Catering
- PR-Management (Presseverteiler, Nachbearbeitung)
- Erfolgskontrolle

## Eventagenturen in Deutschland
Die größten deutschen Eventagenturen sind Stand 2015 laut des Branchenrankings der Fachzeitschrift Horizont:
1. Avantgarde, München
2. Vok Dams, Wuppertal
3. Uniplan, Köln
4. Do It, Düsseldorf
5. Full Moon, Stuttgart
6. Metzler:Vater, Vaterstetten
7. MCI Deutschland/Hagen Invent, Berlin
8. Marbet Marion & Bettina Würth, Künzelsau
9. Roth & Lorenz, Stuttgart
10. PP Agentur für Events & Promotions, Frankfurt